# Cerdac, Bacău
Cerdac (în maghiară Cserdák) este o localitate componentă a orașului Slănic-Moldova din județul Bacău, Moldova, România.